# Cinetodus froggatti
Cinetodus froggatti és una espècie de peix de la família dels àrids i de l'ordre dels siluriformes.

## Morfologia
- Els mascles poden assolir 48 cm de longitud total.[2][3]

## Alimentació
Menja gastròpodes i mol·luscs bivalves.

## Hàbitat
És un peix demersal i de clima tropical.

## Distribució geogràfica
Es troba a Nova Guinea (rius Purari, Fly-Strickland i Digul) i Austràlia (riu Roper al Territori del Nord).